# Tomio Fukuoka
Tomio Fukuoka - (em japonês: 福岡富雄 Fukuoka Tomio, e em Kanji: 福岡富雄)  é um educador e acadêmico japonês. Ele é o fundador e presidente do Kobe Computing Institute (KIC).

## Biografia
Tomio Fukuoka fundada KIC em 1958 como uma pequena escola de Eletrônica na cidade de Kobe, Japão foi chamada de  Escola Eletrônica de Kobe , que recebeu o reconhecimento  Instituto de Educação Profissional Avançada  da MEXT em 1988 por sua contribuição vital para a sociedade de computação japonesa. Agora, o  'KIC'  é um dos principais institutos de educação profissional, vocacional e prática em TIC e outras indústrias relacionadas ao digital no Japão, com mais de 17.700 alunos.

## Premios e honras
- Medalhas de Honra (Japão)

Concedido por realizações significativas nas áreas de bem-estar público e serviço público pelo Governo do Japão em 1993.
- Ordem do Tesouro Sagrado (RAIOS DE OURO E PRATA)

Concedido por realizações de destaque em campos de pesquisa, serviço social, campos de governo estadual / local ou a melhoria de vida de pessoas com deficiência / deficiência pelo Imperador do Japão em 2008.